# Glenea mitonoana
Glenea mitonoana är en skalbaggsart som beskrevs av J. Linsley Gressitt 1951. Glenea mitonoana ingår i släktet Glenea och familjen långhorningar.
Artens utbredningsområde är Taiwan. Inga underarter finns listade i Catalogue of Life.